# Mshindo
Mshindo (auch Mwengemshindo) ist ein Verwaltungsbezirk (englisch Ward) des Distrikts Iringa (MC) in der tansanischen Region Iringa.

## Geografie
Mshindo liegt im südlichen Hochland von Tansania, es ist ein zentraler Stadtteil der Regionshauptstadt Iringa, der im Norden, Westen und Süden von der Nationalstraße T5 begrenzt wird. Nach anderen Angaben bildet der Kleine Ruaha die Grenze im Süden. Der Bezirk grenzt im Nordwesten an Kwakilosa, im Norden an Mivinjeni, im Osten an Kitanzini, im Süden an Kitwiru und im Westen an Mlandege. Bei der Volkszählung 2022 lebten 1563 Menschen in 514 Haushalten auf einer Fläche von 0,3 Quadratkilometern.

## Gliederung
Der Bezirk besteht aus sieben Stadtteilen (swahili Mtaa):
- Mshindo A
- Mshindo B
- Benki
- Msikiti
- Ruaha
- Mtwa A
- Mtwa B

## Infrastruktur
- Bildung: Die Luwawasi Secondary School ist eine staatliche weiterführende Tagesschule mit einer Ausbildung bis zur 4. Stufe.[8]
- Gesundheit: Im Bezirk liegt eine von der römisch-katholischen Kirche geführte Apotheke.[9]